# Julie Courtois
Pour les articles homonymes, voir Courtois.
Julienne Reine Courtois, dite Julie Courtois, née à Bruges le 16 mai 1813 et morte le 1er février 1880 à Bruxelles, est une physicienne et prestidigitatrice belge. Mariée avec André-Joseph Grandsart, autre prestidigitateur belge, elle a fondé avec lui le théâtre Grandsart-Courtois.

## Biographie
Fille du physicien et prestidigitateur Louis Courtois, dit « Papa Courtois », elle suit très tôt les pas de son père et monte sur scène dès 19 ans à Bruges pour présenter des « feux brillants ». Puis elle propose des tours de magie en France à 22 ans lors d'une tournée à Nantes en février 1836. Elle accompagne son père à Paris et propose un spectacle seule sur scène en 1837, au théâtre du Gymnase musical.
Le 3 mars 1838, elle épouse à Paris André-Joseph Grandsart. Le couple a sept enfants : Louis Joseph en 1838, Julie Thérèse Augustine en 1841, Auguste Émile en 1843, Jules Arthur en 1845, Auguste en 1847 et les jumelles Hortense Eugénie et Honorine Julie en 1852. En 1840, les deux époux fondent le théâtre Grandsart-Courtois.
Plus tard[Quand ?], ils se produisent devant toutes les cours royales et hautes familles d'Europe de l'Ouest. Après avoir fait la démonstration de son talent de magicienne devant Napoléon III, elle prend le titre, avec son époux, de Physicien et physicienne de l'empereur Napoléon III. 
Elle est décédée à Bruxelles en 1880, à l'âge de 66 ans. Son époux meurt à Gand le 30 juin 1882.